# ČSSD – Česká suverenita sociální demokracie
ČSSD – Česká suverenita sociální demokracie (ČSSD; deutsch: Tschechische Souveränität der Sozialdemokratie) ist eine tschechische linksnationalistische Partei. Sie wurde durch die ehemalige Fernsehmoderatorin und Abgeordnete im Europaparlament Jana Bobošíková und die ehemalige Abgeordnete Jana Volfová gegründet. Ab 2024 ist der ehemalige tschechische Ministerpräsident Jiří Paroubek Vorsitzender der Partei.

## Geschichte

### Geschichte als Listenverbindung
Bobošíková war bei den Europawahlen 2009 als Spitzenkandidatin einer Listenverbindung ihrer Partei Politika 21 mit Petr Hannigs politisch nahestehender Partei Suverenita – Strana zdravého rozumu (Souveränität – Partei des gesunden Verstandes) angetreten, verpasste aber ihren Wiedereinzug ins Europaparlament. Auch bei den Parlamentswahlen 2010 erhielt die Partei nur 3,67 % der Stimmen und verfehlte damit den Einzug ins Abgeordnetenhaus.

### Geschichte als Partei
Am 21. Januar 2011 wurde die vormalige Listenverbindung als eigenständige Partei unter dem Namen SUVERENITA – Blok Jany Bobošíkové registriert, der Gründungsparteitag fand am 4. Juni 2011 statt.
Nach ihrem Bruch mit Petr Hannig kehrte Bobošíková jedoch zu ihrer alten Partei zurück, die sich am 5. September 2013 von Politika 21 in Hlavu vzhůru – volební blok (dt. Kopf hoch – Wählerblock; 2017 aufgelöst) umbenannte und bei der Abgeordnetenhauswahl in Tschechien 2013 durch Václav Klaus unterstützt wurde. Da auch Petr Hannig zu seiner alten Partei Suverenita – strana zdravého rozumu zurückkehrte, traten beide gegeneinander an und konnten nur 0,42 % bzw. 0,27 % der Stimmen erreichen.
Auch in den Folgejahren blieb die Partei bei Wahlen erfolglos. Im Januar 2014 beerbte die ehemalige sozialdemokratische Parlamentsabgeordnete Jana Volfová die bisherige Vorsitzende Bobošíková und die Partei änderte ihren Namen in "Česká Suverenita" (deutsch: Tschechische Souveränität). Bei den Abgeordnetenhauswahl in Tschechien 2021 trat die Partei unter dem Namen "Volný Blok" (deutsch: Freier Block") an, was gleichzeitig für den Spitzenkandidaten, den bisherigen Abgeordneten der SPD, Lubomír Volný stand. Mit 1,33 % der Stimmten verfehlte die Partei indes den Einzug ins Abgeordnetenhaus. Volný verließ die Partei 2022 wieder. Die Partei kehrte zu ihrem vorherigen Namen zurück.
Im Juni 2023 initiierte die aktuelle Vorsitzende der Partei, Jana Volfová, abermals eine Namensänderung: Nachdem die Sozialdemokraten der ČSSD sich in "Sociální demokracie" (abgekürzt SOCDEM, deutsch "Sozialdemokratie") umbenannt hatten, übernahm die Partei deren bisheriges Kürzel "ČSSD" und nannte sich in "Česká suverenita sociální demokracie" (deutsch Tschechische souveräne Sozialdemokratie") um. Das Parteilogo wurde ebenso jenem der bisherigen ČSSD angeglichen. Im Februar 2024 schloss sich auch der ehemalige sozialdemokratische Parteivorsitzende Ministerpräsident Jiří Paroubek der Partei an. Er wurde sogleich für den Vorsitz nominiert. Auf dem Parteitag zu dessen Wahl war zudem der ebenfalls früher als sozialdemokratischer Parteivorsitzende aktive ehemalige Ministerpräsident und Staatspräsident Miloš Zeman als Ehrengast anwesend und hielt ein Grußwort.

## Parteiname
- SUVERENITA – Blok Jany Bobošíkové (SBB), deutsch Souveränität – Block von Jana Bobošíková, 21. Januar 2011 – 27. Januar 2014
- Česká Suverenita (ČS), deutsch Tschechische Souveränität, 27. Januar 2014 – 5. Februar 2021
- VOLNÝ blok – Česká suverenita (VOLNÝ blok), deutsch Freier Block – Tschechische Souveränität, 5. Februar 2021 – 23. April 2021
- VOLNÝ blok (Volný blok), deutsch Freier Block, 23. April 2021 – 26. Januar 2022
- Česká Suverenita (Suverenita), deutsch Tschechische Souveränität, 26. Januar 2022 – 29. Juni 2023
- ČSSD – Česká suverenita sociální demokracie (ČSSD), deutsch Tschechische Souveränität der Sozialdemokratie, seit 29. Juni 2023

## Vorsitzende der Partei
- Jana Bobošíková (2011–2013)
- Jana Volfová (2014–2024)
- Jiří Paroubek (2024–heute)

## Parteilogo

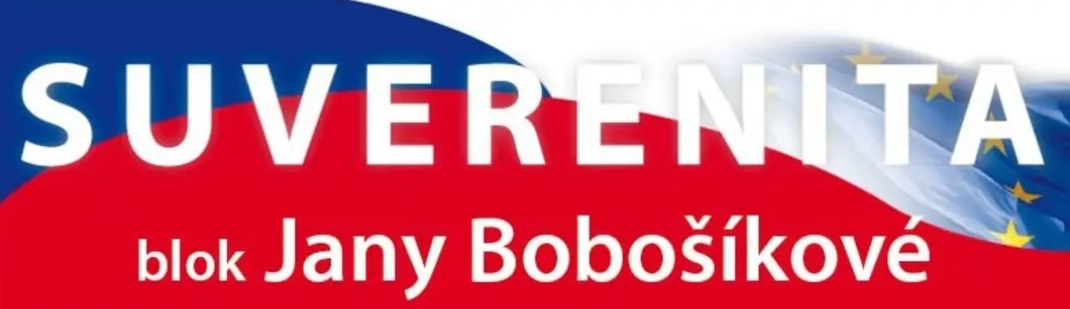
Logo in den Jahren 2011 bis 2014
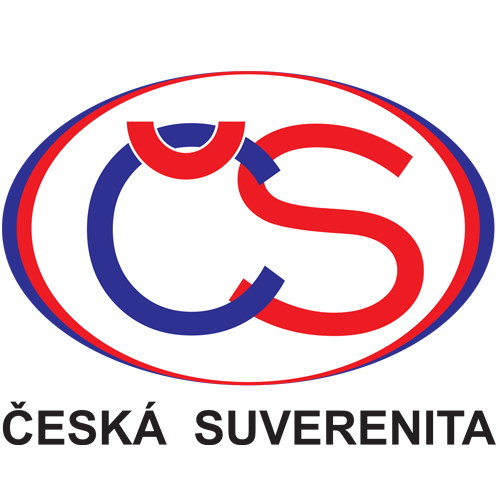
Logo in den Jahren 2014 bis 2018
Logo in den Jahren 2021 bis 2022
Logo in den Jahren 2018–2021 und erneut in den Jahren 2022–2023
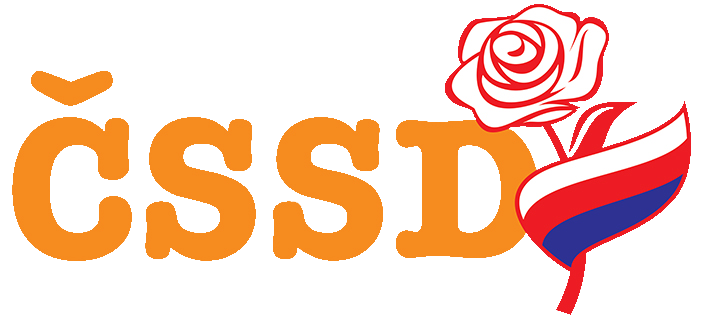
Logo seit 2023

## Wahlergebnisse
| Jahr | Wahl                        | Stimmenanteil | Sitze |
| ---- | --------------------------- | ------------- | ----- |
| 2013 | Abgeordnetenhauswahl 2013 1 | 0,4 %         | 0/200 |
| 2014 | Europawahl 2014             | 0,1 %         | 0/21  |
| 2017 | Abgeordnetenhauswahl 2017 2 | 0,1 %         | 0/200 |
| 2019 | Europawahl 2019             | 0,1 %         | 0/21  |
| 2021 | Abgeordnetenhauswahl 2021 3 | 1,3 %         | 0/200 |
| 2024 | Europawahl 2024 4           | 0,3 %         | 0/21  |